# Muzyka instrumentalna

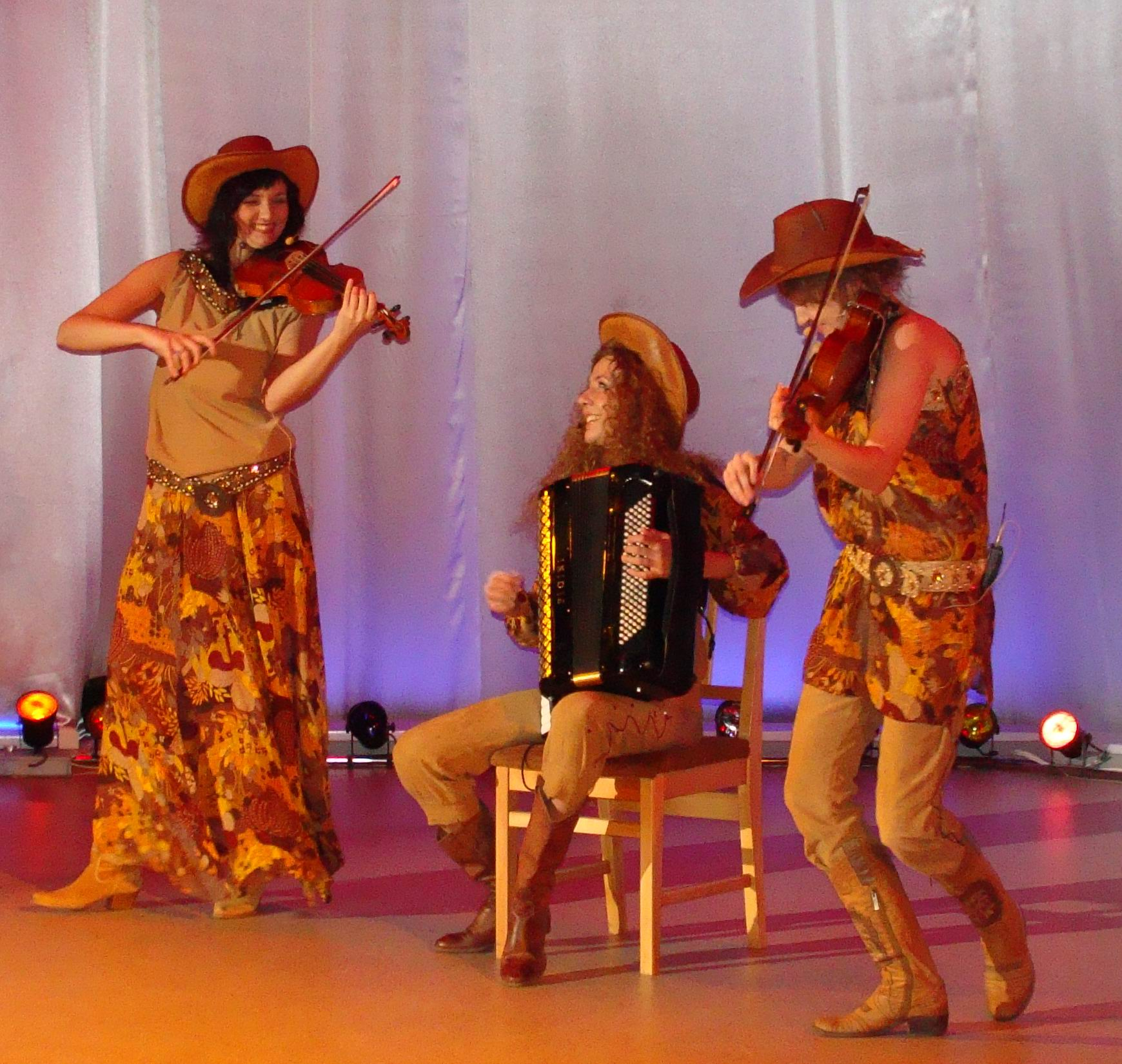

Muzyka instrumentalna – muzyka przeznaczona do wykonania na instrumentach muzycznych, zasadniczo bez udziału głosów ludzkich. Niektóre gatunki muzyczne stojące na pograniczu muzyki instrumentalnej i muzyki wokalnej oraz takie, w których wokalizy pełnią rolę instrumentu również zaliczane są do muzyki instrumentalnej (np. opera, oratorium). Pierwsze źródła informacji o muzyce instrumentalnej pochodzą z XIII wieku, a jej rozkwit datuje się na wiek XVI. Podstawowymi formami muzyki instrumentalnej są muzyka zespołowa (kameralna i orkiestrowa) oraz solowa (fortepianowa, skrzypcowa itp.).